# 906

## Събития
- Маджарите унищожават Великоморавия.